# Allotrella
Allotrella is een geslacht van rechtvleugeligen uit de familie krekels (Gryllidae). De wetenschappelijke naam van dit geslacht is voor het eerst geldig gepubliceerd in 2006 door Gorochov.

## Soorten
Het geslacht Allotrella  is monotypisch en omvat slechts de volgende soort:
- Allotrella analogica (Gorochov, 2006)